# Ryki (rejon mohylewski)
Ryki (biał. Рыкі; ros. Рики) – wieś na Białorusi, w obwodzie mohylewskim, w rejonie mohylewskim, w sielsowiecie Suchary.
Wieś ekonomii mohylewskiej w drugiej połowie XVII wieku. 